# Сард

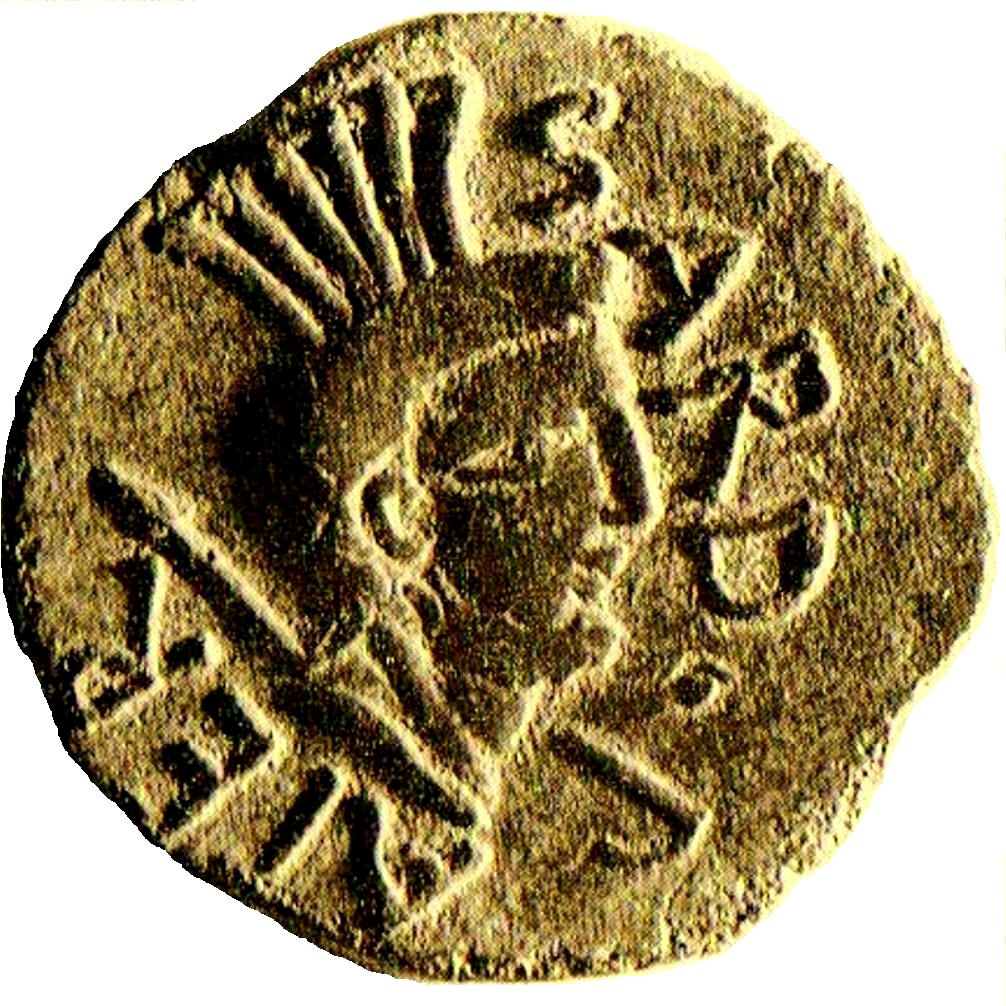
Римская монета с изображением Сарда

Сард (др.-греч. Σάρδος) — персонаж древнегреческой мифологии. Сын Макерида (Μακήριδος). Возглавил морской поход ливийцев на остров Ихнусу (След), названный Сардиния; они расселились по острову и жили в хижинах и пещерах. Его статуя была в Дельфах. Либо сын Геракла, почитался в Сардинии как Отец Сард. Раскопки храма Отца Сарда подтвердили его тождество финикийскому Сиду. Его же идентифицируют с Иолаем.